# Constance Schwartzlin-Berberat
Constance Marie Jasmin Marguerite Schwartzlin-Berberat (nach anderer Quelle Marie Joséphine Marguerite Constance) (* 19. März 1845 in Porrentruy; † 16. April 1911 in Bern) war eine Schweizer Malerin und Dichterin der Art brut.

## Leben
Constance Berberat wurde in Porrentruy im schweizerischen Jura geboren und wuchs in einer französischsprachigen Familie auf. Der Vater starb 1854. Später heiratete sie den Arzt François Schwartzlin und führte ein Leben als Hausfrau. 1874 kam der gemeinsame Sohn Auguste Casimir zur Welt, der später als Ingenieur in Berlin lebte.
Als sie 1880 sowohl ihre Mutter als auch den Ehemann verlor, den sie während einer Krankheit gepflegt hatte, geriet sie in eine schwere Krise. In der Folge war sie ab 1882 mehrfach in psychiatrischen Anstalten, unter anderem 1884 für fünf Monate in der Bernischen kantonalen «Irren-, Heil- und Pflegeanstalt Waldau» in Bern (heute Universitäre Psychiatrische Dienste Bern), aber ihr Geisteszustand verschlechterte sich weiter, bis sie 1885 endgültig in die «Waldau» eingewiesen wurde.
In der geschlossenen Anstalt war sie durch das ihr fremde sprachliche Umfeld isoliert (sie sprach das im Jura übliche Französisch und den zum Frainc-Comtou gehörenden Ajoulot-Dialekt, das Krankenhauspersonal Deutsch) und litt unter dem Unverständnis des medizinischen Personals für ihr literarisches Schaffen. Sie vermied es zu sprechen, unterhielt sich vorzugsweise mit den von ihr wahrgenommenen Stimmen und widmete sich ihrem Werk, das aus 24 Tagebüchern und einem Heft mit Kochrezepten bestand. Diese Bücher führte sie 15 Jahre lang gewissenhaft und regelmässig. Das Schreiben wurde zu ihrer Hauptbeschäftigung und essenziellen, zwanghaften Tätigkeit. In ihrer Krankenakte wurde vermerkt, sie habe phasenweise ein «wahres Schreibfieber» und schreibe in «alter Hieroglyphenschrift» «sehr viel sinnloses Zeug». Im April 1911 starb Constance Schwartzlin-Berberat in der Anstalt.

## Werk
Constance Schwartzlin-Berberats noch erhaltenes schriftliches Werk besteht aus ihrem Tagebuch mit insgesamt 730 Seiten in 24 handschriftlich verfassten und datierten Heften. Daneben schrieb sie ein 41-seitiges Heft mit Kochrezepten. Da ihr, wie den meisten Psychiatriepatientinnen zu jener Zeit, kein Material zur Verfügung stand, fertigte sie die Hefte selbst aus Drucksachen, Seiten aus dem Amtsblatt, gebrauchten Briefumschlägen, Schreib-, Seiden- und Packpapier, oftmals in unterschiedlichen Formaten. Nur das Kochbuch ist aus festem Zeichenpapier gefertigt. Weshalb sie für ihre anderen Hefte nicht mehr über Zeichen- oder Schreibpapier verfügte, ist nicht bekannt. Sie hatte aber durchgängig Zugang zu Schreibtinte. Die fertigen Seiten steckte sie ineinander und heftete oder nähte sie mit der Hand mit Hilfe von Faden zusammen. Manche Hefte versah sie mit einem Umschlag.
In dem Kochbuch, das Schwartzlin-Berberat Cahier de cuisine de la Waldau («Waldau-Küchenheft») betitelte, notierte sie aus dem Gedächtnis ihr vertraute regionale jurassische Rezepte «von zuhause». Es handelt sich um Anleitungen für die Zubereitung von Speisen aus der Erfahrung einer Hausfrau. «Die Rezepte sind in wiederkehrenden Formulierungen gestaltete Texte; sie evozieren die Farben und Gerüche in einer Küche in Porrentruy um 1880. Dennoch sind sie schwierig zu verstehen, denn nicht alles, was zu tun ist, wird gesagt». Das Heft ist in winziger Schrift regelmässig eng mit Rezepten beschrieben. Im Gegensatz zu den Tagebüchern ist das Kochbuch leicht lesbar.
In den Tagebüchern schrieb Berberat zu ihrem Alltagsleben, notierte Beschreibungen von Mahlzeiten, Kleidung, ihrer Schlaflosigkeit, minutiöse Details alltäglicher Vorgänge, aber sie hielt auch ihre Naturbetrachtungen und philosophischen Gedanken zu verschiedenen Themen fest: Ausgeschlossenheit, Isolation, physische und psychische Verfassung, Gedanken zu ihrem eigenen Denken, ihrem Wahnsinn, Tod und Leiden, Ehe und Familie. Der Text der persönlichen Tagebücher ist schwer deutbar. «Der ohne Interpunktion geschriebene Text ist voll von Neologismen, Wortspielen, verstümmelten Begriffen, Schimpfwörtern im Ajoulot-Dialekt und persönlichen Schlüsselworten». Zudem achtete Berberat nicht auf orthografische und grammatikalische Regeln. Ihre Texte sind «in grosser Schrift oder weiten Abständen rhythmisch über die Seiten verteilt, so dass die Zeilen und Seiten etwas wie eine Partitur ergeben». Auf die Ränder der Seiten zeichnete sie akribisch in kalligrafischer Gestaltung mit Sepiatusche Schriftzeichen. Diese «erstrecken sich mitunter über die gesamte Höhe der Seite, die Abstriche der Buchstaben sind lang gezogen, Schraffuren und Unregelmäßigkeiten häufen sich. Ihre Schriftstücke sind von poetischem Wert und von kalligrafischer Qualität. Das einzigartige intime Tagebuch umgibt der Nimbus eines von einer magischen und verführerischen Kraft genährten unvergleichlichen ‹Zauberbuchs›».

## Rezeption, Ausstellungen und Veröffentlichungen
Gedichte von Constance Schwartzlin-Berberat finden sich in der 2013 von Roger Perret herausgegebenen Anthologie Moderne Poesie in der Schweiz und wurden vereinzelt im Schweizer Radio und Fernsehen vorgestellt.
Ihre Hefte werden im Psychiatrie-Museum Bern in der Sammlung Walter Morgenthaler aufbewahrt. Wie die Auswahl der erhaltenen Hefte zu Stande kam, ist unbekannt. Sie wurden in die Datenbank des Forschungsprojekts «Bewahren besonderer Kulturgüter I» im Institute for Cultural Studies an der Zürcher Hochschule der Künste aufgenommen. Da die Hefte in schlechtem Zustand sind, wurden sie vorsichtig reproduziert, um sie transkribieren zu können, ohne sie erneut zu berühren, und danach einzeln verpackt.
Ihre Werke wurden in mehreren Gruppenausstellungen in Museen gezeigt:
- 1996: Der letzte Kontinent. Bericht einer Reise zwischen Kunst und Wahn. Ein Bilder- und Lesebuch mit Materialien aus dem Waldau-Archiv. Centre Culturel Suisse, Paris[9]
- 1999: Die Träume der Unvernunft: l’Art Brut. Schillerhaus Weimar
- 2004 bis 2006: Écriture en délire. Musée international d’art naïf Anatole Jakovsky in Nizza, Halle Saint Pierre in Paris, Collection de l’Art Brut in Lausanne
- 2008: Der Himmel ist blau. Werke aus der Sammlung Morgenthaler, Waldau. Kunstmuseum Bern
- 2008: Nackt sein – Ergänzende Ausstellung zu «Der Himmel ist blau». Psychiatrie-Museum Bern
- 2019: Flying High. Künstlerinnen der Art Brut. Bank Austria Kunstforum Wien
- 2019: Extraordinaire! Unbekannte Werke aus psychiatrischen Einrichtungen in der Schweiz um 1900. Wanderausstellung: Sammlung Prinzhorn Heidelberg 2018/2019, Kunstmuseum Thun 2019, Lentos Kunstmuseum Linz 2019[10]
- 2021: Bis ans Ende der Welt und über den Rand. Villa Stuck
- 2021: Écrits d’Art Brut – Wilde Worte & Denkweisen. Museum Tinguely[11]